# تشارلز فاغنر
تشارلز فاغنر (بالفرنسية: Charles Wagner)‏ هو عالم عقيدة وكاتب وفيلسوف فرنسي، ولد في 3 يناير 1852 في Vibersviller ‏ في فرنسا، وتوفي في 12 مايو 1918 في نويي-سور-سين في فرنسا.